# Lichtsee
Der Lichtsee liegt nördlich oberhalb des Ortes Obernberg am Brenner in 2101 Metern Seehöhe in einer Mulde unterhalb des Trunajochs. Er kann nur zu Fuß vom Ort aus erreicht werden. Mit einer Fläche von 1,3 ha ist er einer der größeren Seen in dieser Höhenlage. Rund 500 m östlich des Lichtsees liegt der kleinere Rohrsee. Beide sind Teil des Landschaftsschutzgebietes Nößlachjoch – Obernberger See – Tribulaune.
Der See hat eine hervorragende Wasserqualität der Stufe I, das Wasser wird auch im Sommer kaum wärmer als 14 °C. Verschiedene Forellenarten leben im Lichtsee, die schon zu Zeiten Kaiser Maximilians eingesetzt wurden. Seine Wasserzufuhr erhält der Lichtsee hauptsächlich durch Regen und Schneeschmelze.
Der Name des Sees kommt von mhd. lieht mit der Bedeutung „hell“, „ohne waldige Umgebung“ und kann sich sowohl auf das klare Wasser als auch auf die Lage oberhalb der Waldgrenze beziehen.